# Johann Karl Christoph Nachtigal
Johann Karl Christoph Nachtigal (Halberstadt, 25 febbraio 1753 – Halberstadt, 21 giugno 1819) è stato un teologo tedesco.
Studiò filologia e teologia all'Università di Halle, e in seguito lavorò come insegnante presso il Stephaneum di Halberstadt. Nel 1800 fu nominato rettore della scuola e, durante lo stesso periodo, fu nominato nel concistoro. Nel 1802 divenne sovrintendente ecclesiastico del Principato di Halberstadt e delle contee di Hohenstein e Mansfeld.

## Opere principali
- Zion; ältestes Drama aus der vorhomerischen Urwelt, 1796.
- Exegetisches handbuch des Alten Testaments für prediger, schullehrer und gebildete leser, 1797.
- Gesänge Davids und seiner Zeitgenossen, 1796.
- Psalmen, gesungen, 1797.
- Ruhestunden für Frohsinn und häusliches Glück, con Johann Gottfried Hoche (4 parti, 1798–1800).
- Das Buch der Weisheit als Gegenstück der Koheleth, 1799.[1]
- Volkssagen, 180".[2][3]